# Danniel Thomas-Dodd
Pour les articles homonymes, voir Thomas et Dodd.
Danniel Thomas-Dodd (née le 11 novembre 1992) est une athlète jamaïcaine, spécialiste du lancer du poids.

## Biographie
Sprinteuse à ses débuts, elle opte pour le lancer du disque à la suite d'une blessure, avant de s'intéresser au lancer du poids.
Cinquième du lancer du poids lors des Jeux panaméricains de 2015, elle ne parvient pas à franchir pas le cap des qualifications lors des championnats du monde 2015 et des Jeux olympiques de 2016.
En juin 2017, à Eugene, elle porte son record personnel à 19,15 m. Le 9 août, elle échoue au pied du podium des Championnats du monde de Londres avec 18,91 m, battue au dernier jet par la Hongroise Anita Márton, finalement médaillée d'argent avec 19,49 m derrière Gong Lijiao (Chine, 19,94 m) et devant Michelle Carter (USA, 19,14 m).
Le 2 mars 2018, elle entre dans l'histoire de l'athlétisme jamaïcain en devenant la première athlète du pays médaillée aux lancer du poids aux championnats du monde en salle : à Birmingham, elle remporte la médaille d'argent avec un jet à 19,22 m, record de Jamaïque en salle, derrière la Hongroise Anita Márton (19,62 m).
Le 9 août 2019, elle remporte à Lima la médaille d'or des Jeux panaméricains et y améliore le record des Jeux, datant de 1983, ainsi que son propre record de Jamaïque avec 19,55 m. Le 3 octobre, elle devient vice-championne du monde lors des championnats du monde 2019 à Doha avec 19,47 m au 6e essai, derrière Gong Lijiao.

## Palmarès
| Date | Compétition                    | Lieu             | Résultat | Marque  |
| ---- | ------------------------------ | ---------------- | -------- | ------- |
| 2016 | Jeux panaméricains             | Toronto          | 5e       | 17,76 m |
| 2017 | Championnats du monde          | Londres          | 4e       | 18,91 m |
| 2018 | Championnats du monde en salle | Birmingham       | 2e       | 19,22 m |
| 2018 | Jeux du Commonwealth           | Gold Coast       | 1re      | 19,36 m |
| 2018 | Ligue de diamant               | Ligue de diamant | 6e       | 18,27 m |
| 2018 | Coupe continentale             | Ostrava          | 6e       | 16,96 m |
| 2019 | Jeux panaméricains             | Lima             | 1re      | 19,55 m |
| 2019 | Ligue de diamant               | Ligue de diamant | 6e       | 18,80 m |
| 2019 | Championnats du monde          | Doha             | 2e       | 19,47 m |
| 2022 | Championnats du monde en salle | Belgrade         | 6e       | 19,12 m |
| 2022 | Championnats du monde          | Eugene           | 10e      | 18,29 m |
| 2022 | Jeux du Commonwealth           | Birmingham       | 2e       | 18,98 m |
| 2023 | Championnats du monde          | Budapest         | 5e       | 19,59 m |
| 2024 | Championnats du monde en salle | Glasgow          | 6e       | 19,12 m |

## Records
| Épreuve         | Épreuve   | Marque       | Lieu        | Date          |
| --------------- | --------- | ------------ | ----------- | ------------- |
| Lancer du poids | Plein air | 19,77 m (NR) | Los Angeles | 27 mai 2023   |
| Lancer du poids | En salle  | 19,52 m (NR) | Des Moines  | 26 avril 2023 |